# Џон Вен
Џон Вен (енгл. John Venn; Хал, Јоркшир, 4. август 1834 — Кембриџ, 4. април 1923) је био британски логичар и филозоф. Познат је по Веновим дијаграмима, који се користе у многим областима, укључујући теорију скупова, вероватноћу, логику, статистику и рачунарство.
Мајка Џона Вена, Марта Сајкс, пореклом из Сванланда близу Хала, Јоркшир умрла је док је Џон био дете. Његов отац био је пречасни Хенри Вен који је, у време Џоновог рођења, био ректор округа Драјпул близу Хала. Он је, такође, играо важну улогу у евангелистичком хришћанском покрету.
Џон је одрастао у строгој породици и није било помисли да неће наставити породичну традицију и постати свештеник. После Хајгејт школе, Вен се уписао на Гонвил и Кај Колеџ у Кембриџу 1853. године. Дипломирао је 1857. године и убрзо је изабран за члана колеџа. Добио је звање ђакона у Ели катедрали 1858. године, а 1859. године постао је свештеник. Године 1862. вратио се у Кембриџ као предавач моралних наука.
Веново главно поље интересовања била је логика и објавио је три текста о тој теми. Написао је The Logic of Chance (Логика шансе), дело које је увело интерпретацију учестаности у вероватноћи 1866. године, Symbolic Logic (Симболичка логика), дело које је представило Венове дијаграме, 1881. године и The Principles of Empirical Logic (Принципи емпиријске логике) 1889. године.
Године 1883, Вен је постао члан Краљевског друштва, а 1897. године је написао историју свог колеџа, названу The Biographical History of Gonville and Caius College,1349-1897. Витраж на једном прозору тог колеџа обележава то његово дело.
Започео је збирку биографских белешки о алумнима Универзитета у Кембриџу. То дело је наставио његов син, Џон Арчибалд Вен (1883 — 1958), и објавио га у 10 томова од 1922. до 1953. године. На Хал Универзитету, његова дела комеморише Венова зграда, саграђена 1928. године.
У скорашњој анкети коју је спровео BBC, Вен је изгласан за трећег математичара модерног времена, после Исака Њутна и Леонарда Ојлера, који су били, редом, први и други.